# Андреева, Юлия Владимировна
Ю́лия Влади́мировна Андре́ева (в девичестве — Архи́пова; род. 7 марта 1984 или 7 марта 1981, Фрунзе) — киргизская бегунья на длинные дистанции, участница трёх летних Олимпийских игр, многократная чемпионка Кыргызстана, мастер спорта международного класса.

## Спортивная биография
Заниматься лёгкой атлетикой Андреева начала в 14 лет. С 2004 года Юлия становилась неоднократной победительницей различных соревнований, проходивших в Киргиизии и Казахстане.
В 2008 году Андреева дебютировала на летних Олимпийских играх в Пекине. По итогам марафонского забега киргизская легкоатлетка пришла к финишу 58-й с результатом 2:44:41. В 2009 году Андреева стала победительницей 26-го Балтиморского марафона, установив при этом рекорд соревнований равный 2:32:09. На летних Азиатских играх 2010 года киргизская легкоатлетка попробовала свои силы на дистанции 5000 метров, Андреева заняла 10-е место.
На летних Олимпийских играх 2012 года в Лондоне Андреева вновь приняла участие в соревнованиях марафонцев. По ходу всего забега киргизская бегунья располагалась в 7-м десятке. К финишу Андреева пришла спустя 2:36:01 после старта, что позволило ей занять итоговое 60-е место, но после того, как в 2014 году за допинг была дисквалифицирована китаянка Ван Цзяли, финишировавшая 58-й, Андреева переместилась на одну строчку вверх, став 59-й.
24 февраля 2013 года Андреева выступила на Гонконгском марафоне. На финише дистанции Юлия показала результат 2:39:49. Также по результатам, показанным на Гонконгском марафоне, определялись призёры чемпионата Азии и здесь Андреева стала бронзовой медалисткой. В том же году по итогам марафонского забега на чемпионате мира 2013 года в Москве Андреева с результатом 2:53:16 стала 38-й. На марафонской дистанции летних Азиатских игр 2014 года, проходивших в южнокорейском Инчхоне Андреева с результатом 2:39:25 стала 10-й.
3 мая 2015 года на Пражском марафоне Андреева пришла к финишу 9-й, показав результат 02:37:37. Это время позволило спортсменке выполнить олимпийский квалификационный норматив и принесло Кыргызстана олимпийскую лицензию в марафоне для участия в Играх 2016 года в Рио-де-Жанейро. На чемпионате мира 2015 года в Пекине Юлия Андреева в марафонском беге пришла к финишу 36-й со временем 2:45:04.
На Играх 2016 года Андреева выступила в олимпийском марафоне, где заняла 59-е место. На чемпионате мира в Лондоне киргизская бегунья пришла к финишу 66-й.

## Личная жизнь
- В 2010 году Юлия Архипова вышла замуж за российского легкоатлета Григория Андреева. В октябре 2011 года Юлия родила дочь.